# Interstellaires
Interstellaires è il decimo album in studio della cantante francese Mylène Farmer, pubblicato nel novembre 2015.

## Tracce
1. Interstellaires – 3:11
2. Stolen Car (feat. Sting) – 3:22
3. À rebours – 4:11
4. C'est pas moi – 3:41
5. Insondables – 2:37
6. Love Song – 4:33
7. Pas d'access – 3:17
8. I Want You to Want Me – 3:05
9. Voie lactée – 3:17
10. City of Love – 4:26
11. Un jour ou l'autre – 4:27